# Taça de Portugal de 1938–39
A Taça de Portugal de 1938–39 foi a 1ª edição da Taça de Portugal, competição que substituiu nessa época o  Campeonato de Portugal, (no seguimento da criação do Campeonato da Liga. A Académica de Coimbra venceu esta edição, derrotando o Benfica na final por 4 a 3.

## Oitavos-de-final
| Vencedor             | Total | Vencido      | 1ª mão | 2ª mão |
| -------------------- | ----- | ------------ | ------ | ------ |
| Académica de Coimbra | 8-3   | Sp. Covilhã  | 5–1    | 3–2    |
| Belenenses           | 12-3  | Vila Real    | 3–3    | 9–0    |
| Benfica              | 8-1   | Luso Beja    | 5–1    | 3–0    |
| FC Porto             | 13-4  | V. Guimarães | 11–1   | 2–3    |
| Sporting             | 9-1   | Farense      | 7–0    | 2–1    |
| Académico do Porto   | 7-3   | Casa Pia     | 2–3    | 5–0    |
| Carcavelinhos        | 4-3   | Barreirense  | 2–1    | 2–2    |

## Quartos-de-final
| Vencedor             | Total | Vencido            | 1ª mão | 2ª mão |
| -------------------- | ----- | ------------------ | ------ | ------ |
| Académica de Coimbra | 7-4   | Académico do Porto | 5–3    | 2–1    |
| FC Porto             | 7-5   | Carcavelinhos      | 3–1    | 4–4    |
| Benfica              | 13-0  | Nacional           | 9–0    | 4–0    |
| Sporting             | 4-2   | Belenenses         | 3–1    | 1–1    |

## Meias-finais
| Vencedor             | Total | Vencido  | 1ª mão | 2ª mão |
| -------------------- | ----- | -------- | ------ | ------ |
| Académica de Coimbra | 5-4   | Sporting | 0–2    | 5–2    |
| Benfica              | 7-6   | FC Porto | 1–6    | 6–0    |

## Final
| 25 de junho de 1939 | Académica de Coimbra                                       | 4 – 3     | Benfica                                     | Campo das Salésias, Lisboa |
|                     | Pimenta 36' · Alberto Gomes 46' · Arnaldo Carneiro 52' 53' | Relatório | 9' 47'Rogério de Sousa · 73'Alexandre Brito | Árbitro: António Palhinhas |

| Vencedor da Taça 1938/1939      |
| ------------------------------- |
|                                 |
| Académica de Coimbra 1.° Título |